# 宽容纪念碑

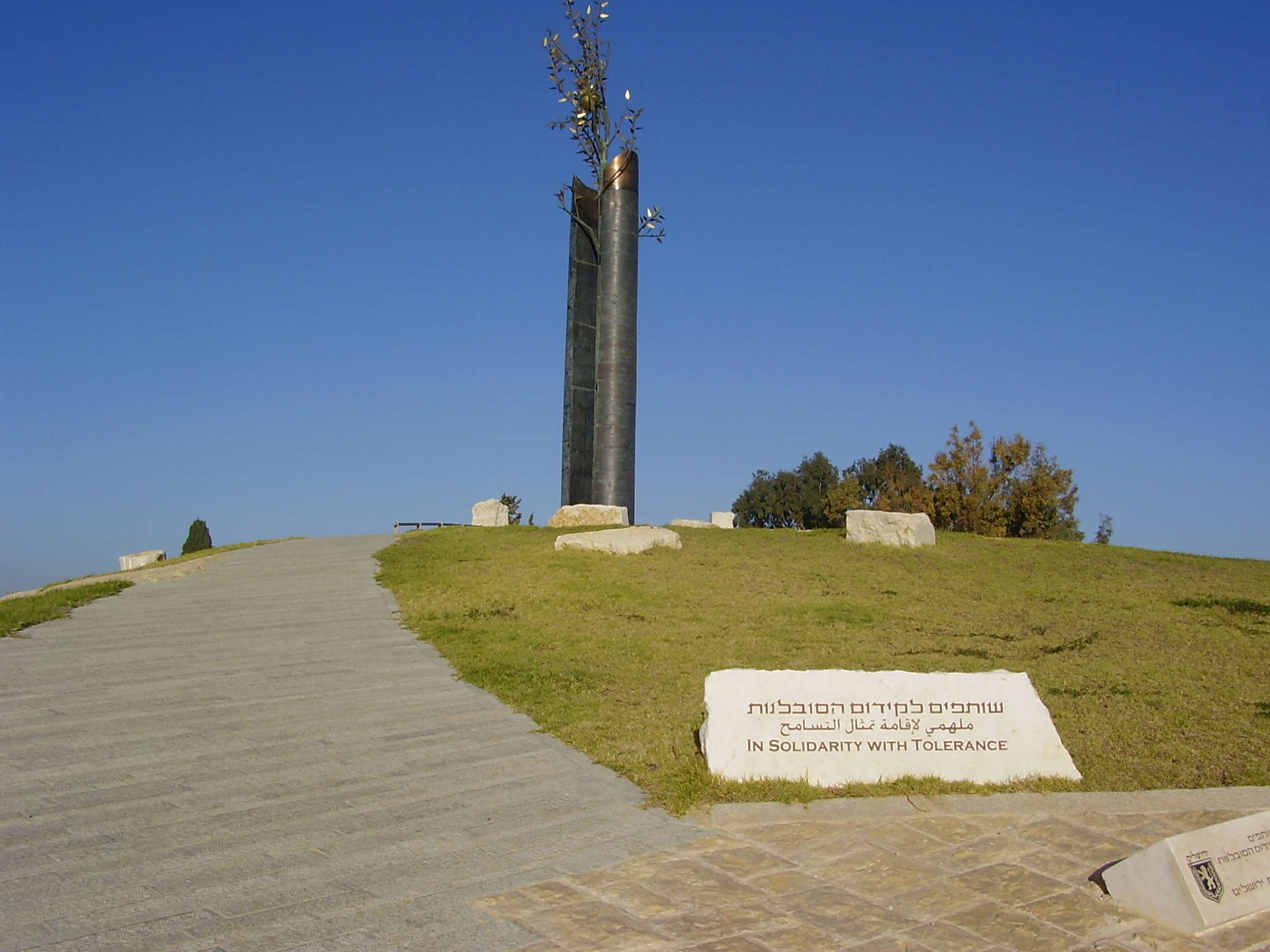
耶路撒冷宽容纪念碑，用英文，希伯来文和阿拉伯文写着“声援宽容”

宽容纪念碑（希伯来语 פסל הסובלנות）是以色列耶路撒冷的户外雕塑，位于Goldman Promenade附近的一个公园内。这座纪念碑是由以宗教艺术知名的波兰雕塑家Czesław Dźwigaj设计，与雕塑家米哈尔库比亚克合作。该项目是由波兰商人Aleksander Gudzowaty资助，以在以巴冲突中推动和平和宽容。
宽容纪念碑位于一座小山上，这座山分开了犹太人的Armon HaNetziv和阿拉伯人的Jabel Mukaber，就在联合国总部外。  